# 组织相容性
組織相容性 (Histocompatibility) 指將一個體的組織移植至另一個體時，其免疫系統的反應程度。相容性越高，免疫(或稱排斥)反應程度越低，甚至沒有免疫/排斥反應發生。二個不同的個體有多「相容」由其細胞的MHC序列(sequence)決定，而MHC序列源自父母的染色體，